# Kruisweg (Sint-Pancratiuskerk, Heerlen)
De Kruisweg in de Sint-Pancratiuskerk in Heerlen is een serie schilderijen met als onderwerp de kruisweg van Jesus, uitgevoerd van 1925 tot 1928 door de Roermondse schilders Albin en Paul Windhausen.

## Voorstelling
Het stelt de kruisweg van Christus voor vanaf zijn veroordeling door Pontius Pilatus (statie 1) tot en met zijn graflegging (statie 14). Vanaf het midden van de 19e eeuw is de kruisweg een vast onderdeel van het katholieke kerkgebouw. Albin en Paul Windhausen hielden zich aan de toenmalige traditie. De kruisweg loopt op de noordwand van oost naar west en op de zuidwand van west naar oost.

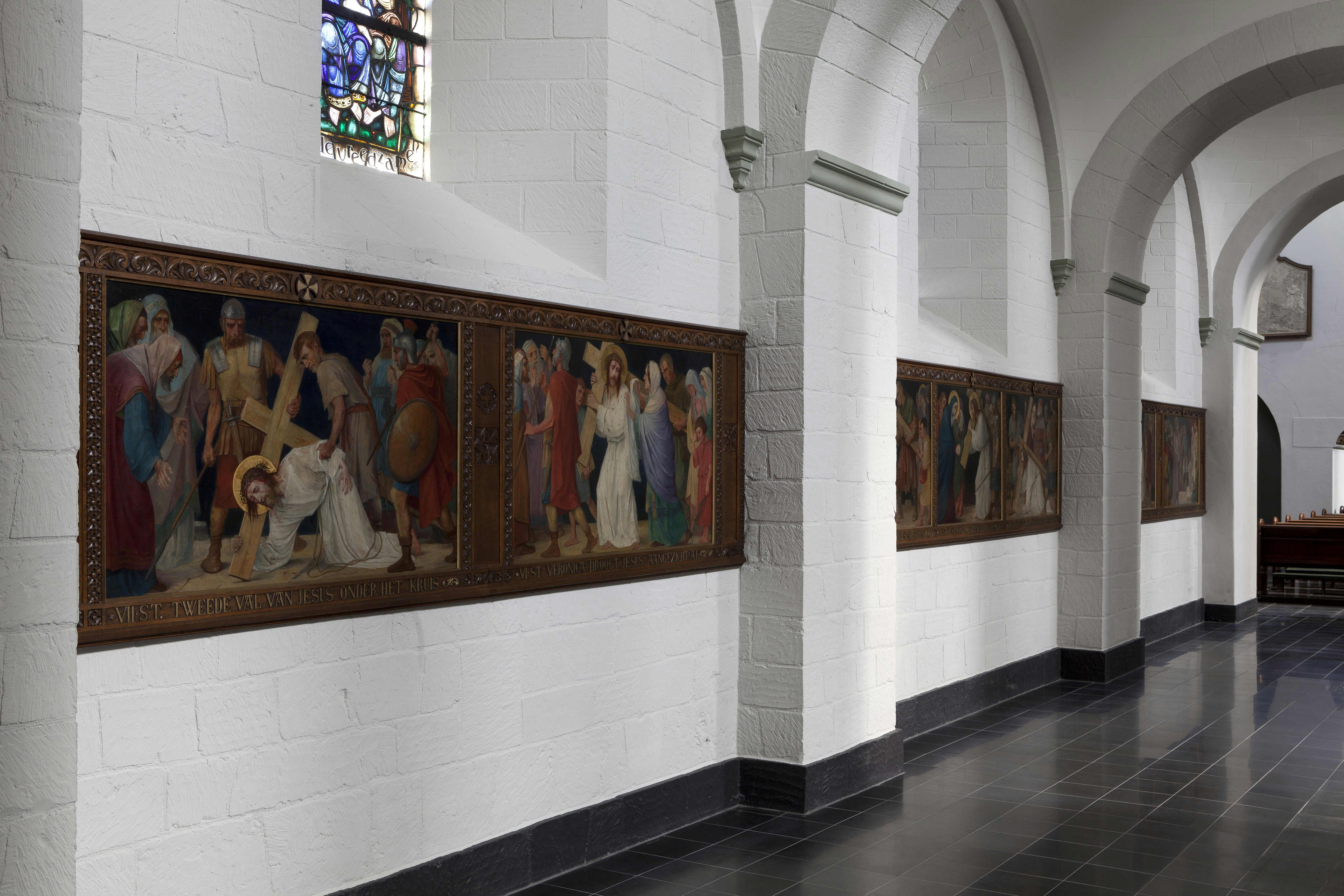
Overzicht noordwand. Foto: RCE. 2010.

## Geschiedenis
De Sint-Pancratiuskerk werd van 1901 tot 1903 onder leiding van architect Joseph Cuypers aanzienlijk uitgebreid. De kerk werd voorzien van een dwarsbeuk en de zijbeuken werden verlengd tot aan het koor. Hierdoor ontstond ruimte voor een grotere kruisweg. Het duurde echter tot 1925 voordat deze werd besteld. Dat jaar vierde de deken van Heerlen, Pieter Paul Joseph Nicolaye, zijn 25-jarig priesterfeest. Ter gelegenheid hiervan besloten enkele parochianen een nieuwe kruisweg te schenken ter vervanging van de oude. Volgens een artikel in het Limburgsch Dagblad uit december 1925 waren er op dat moment twee staties geleverd en waren er drie besteld. In de daaropvolgende jaren werden de overige staties besteld tot in december 1928 de laatste werd geplaatst.

## Toeschrijving en datering
De kruisweg is op de laatste statie (Jesus wordt in het graf gelegd) gesigneerd en gedateerd "A. & P. Windhausen 1928". Welke staties werden geleverd in 1925 en daaropvolgende jaren is onbekend. De broers Albin en Paul Windhausen hadden van 1901 tot omstreeks 1930 een atelier gespecialiseerd in kruiswegen. De kruiweg in Heerlen is de laatste kruisweg die zij gezamenlijk gesigneerden.

## Afbeeldingen

### Noordwand

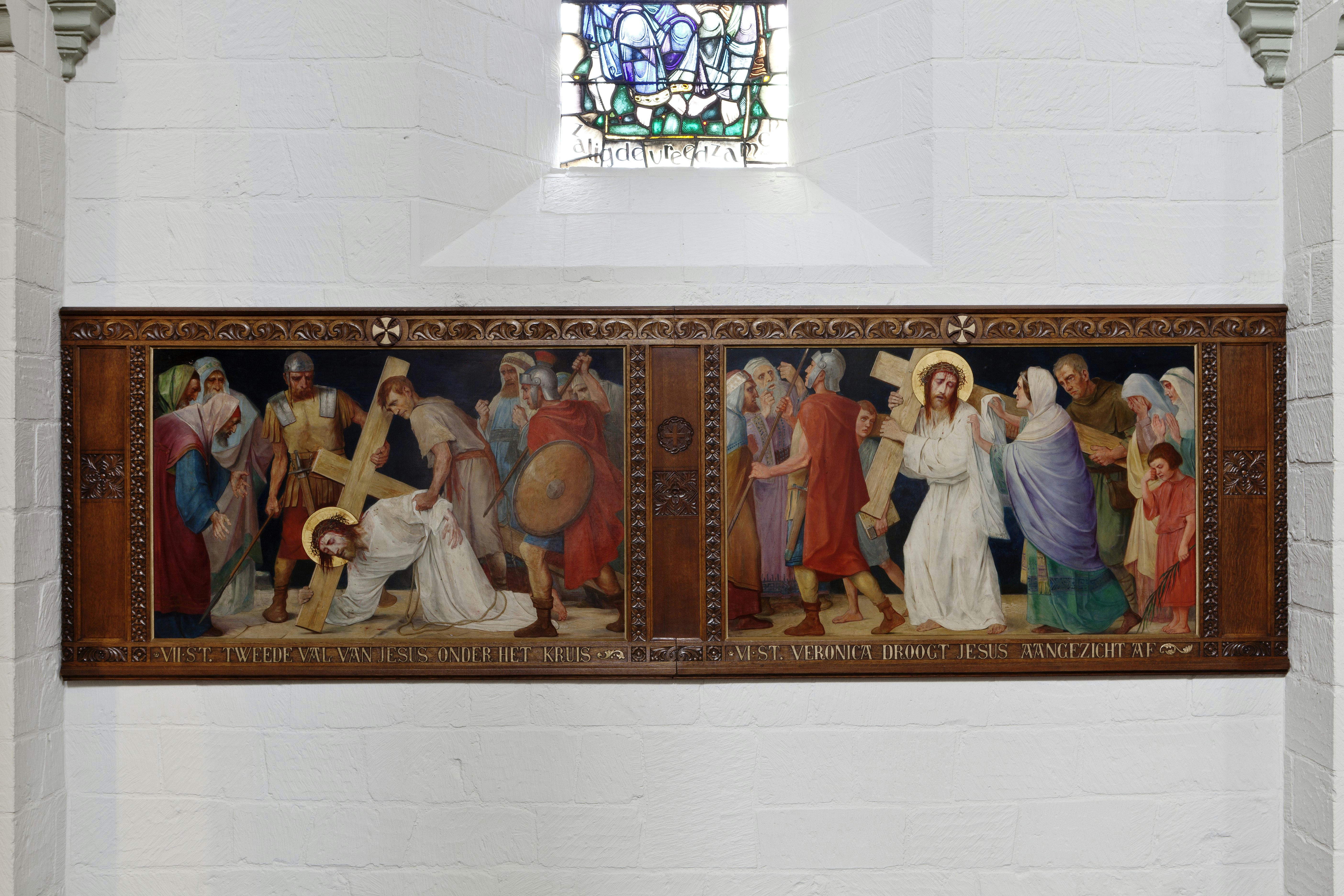
← Statie 6 en 7
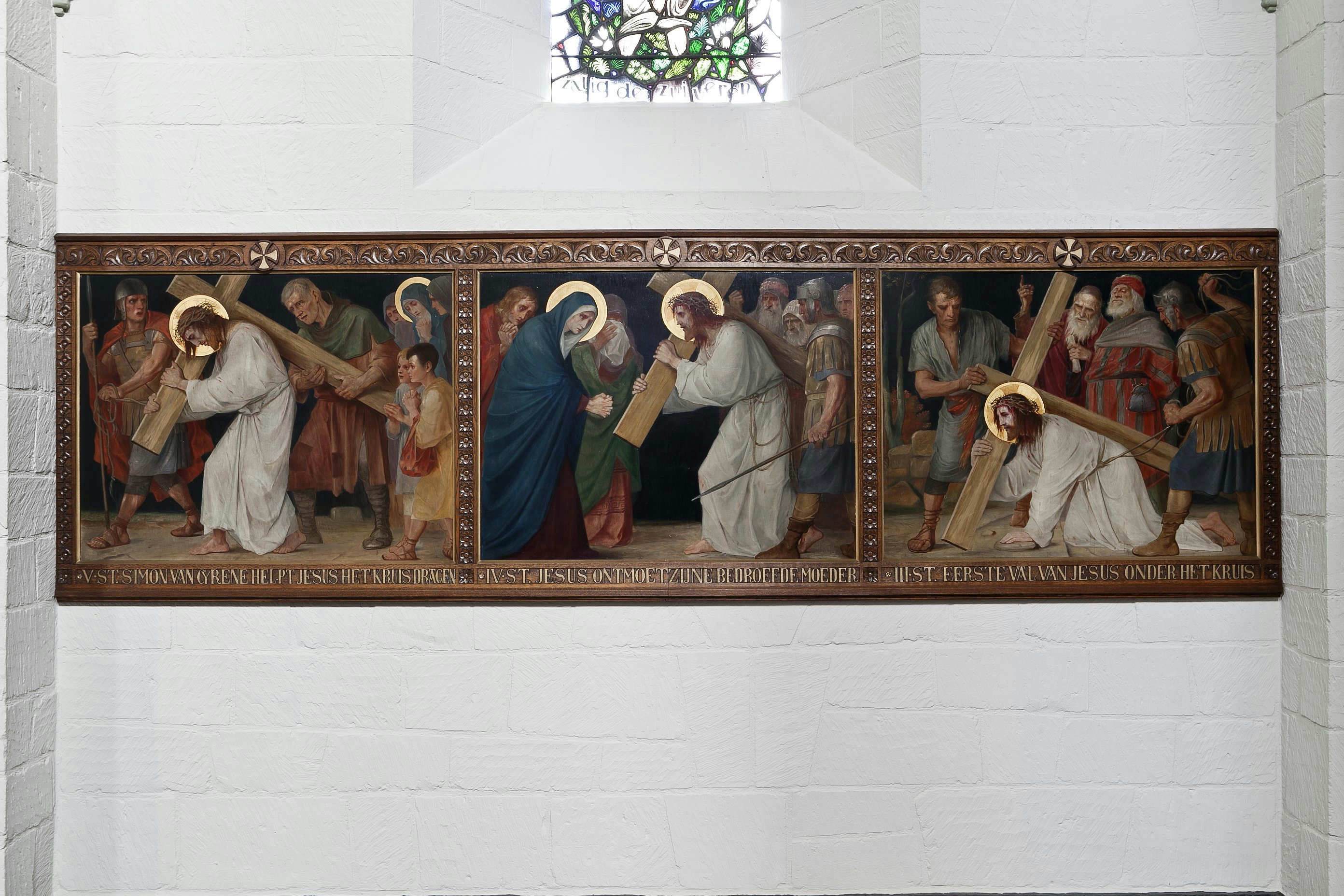
← Statie 3, 4 en 5
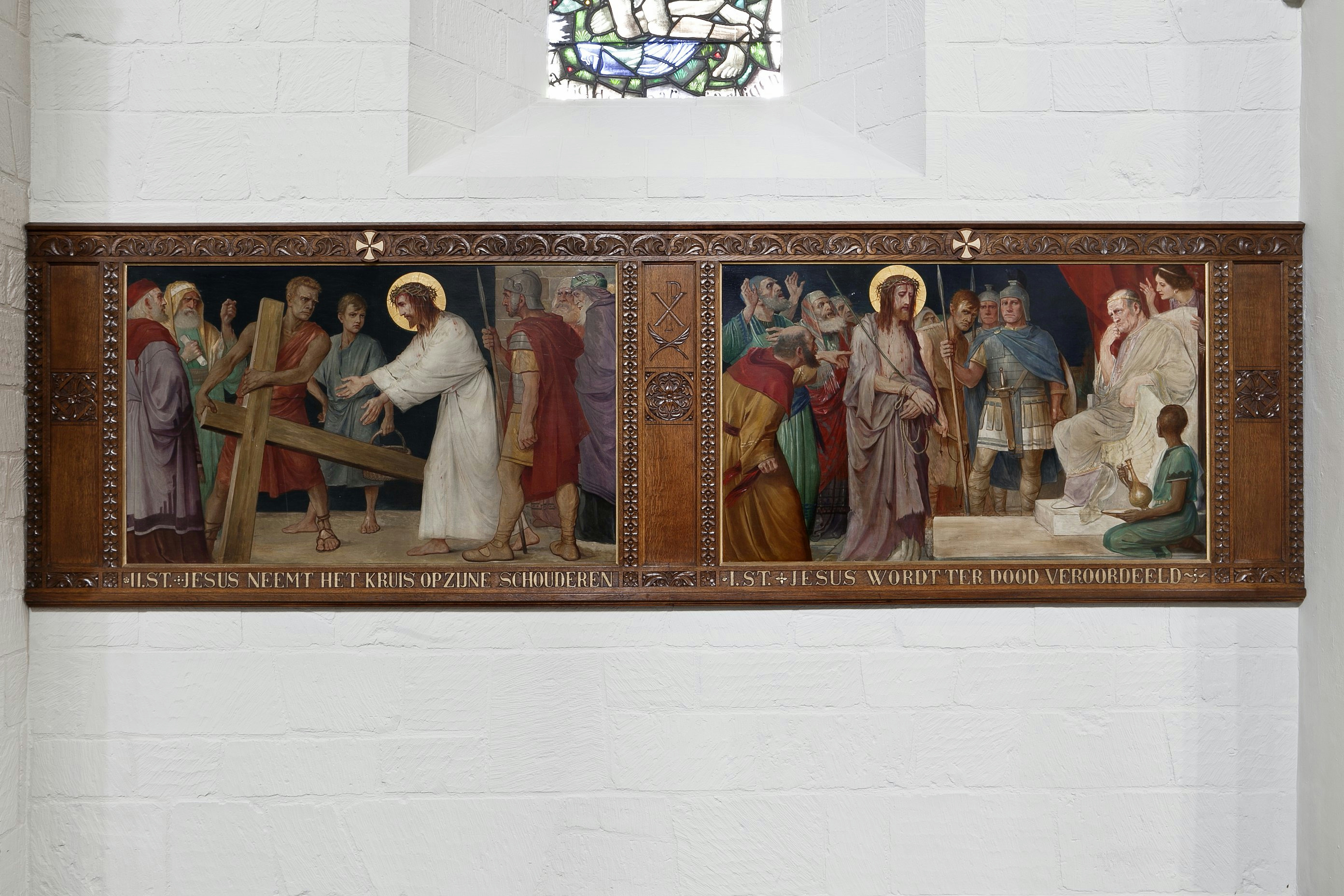
← Statie 1 en 2

### Zuidwand

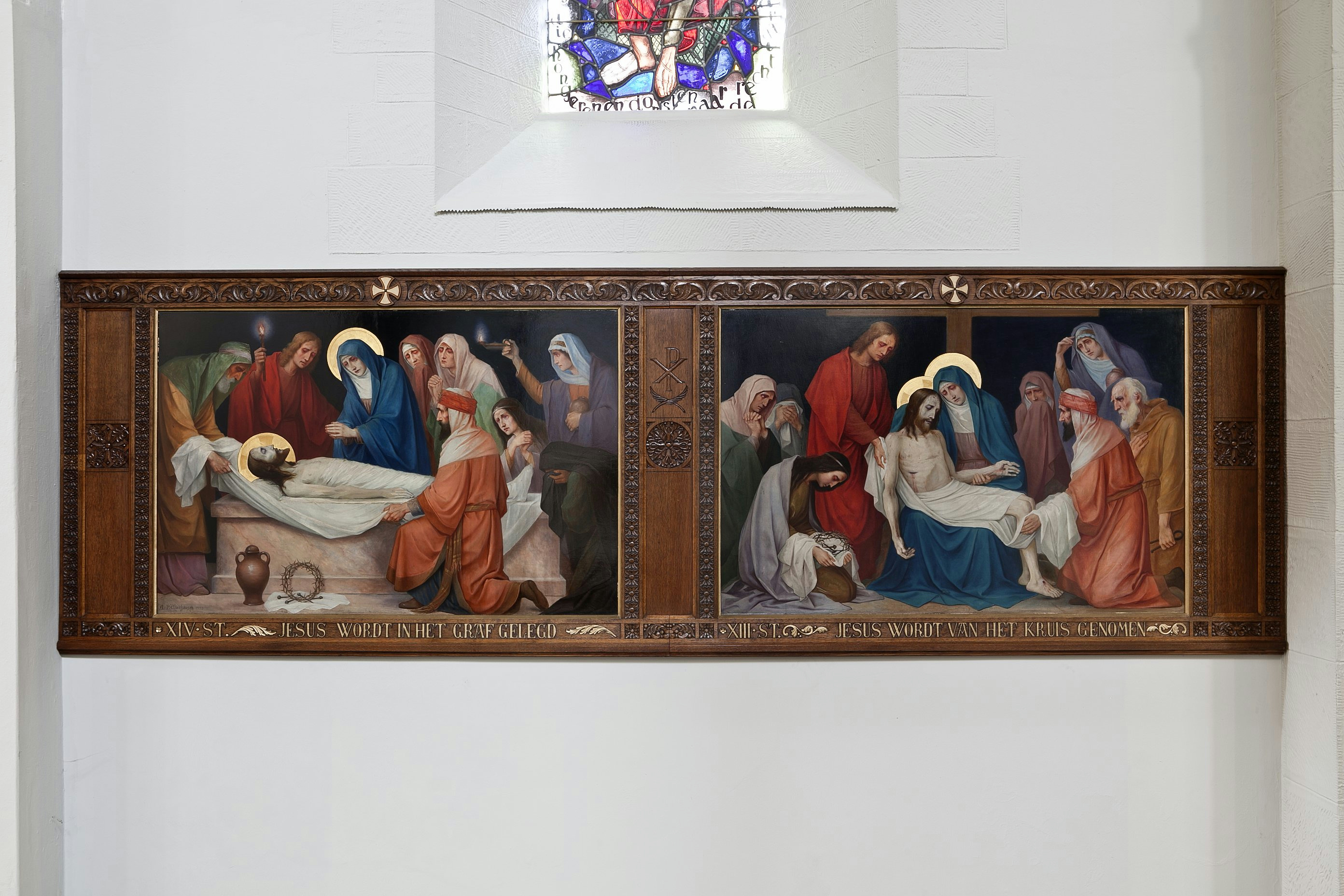
← Statie 13 en 14
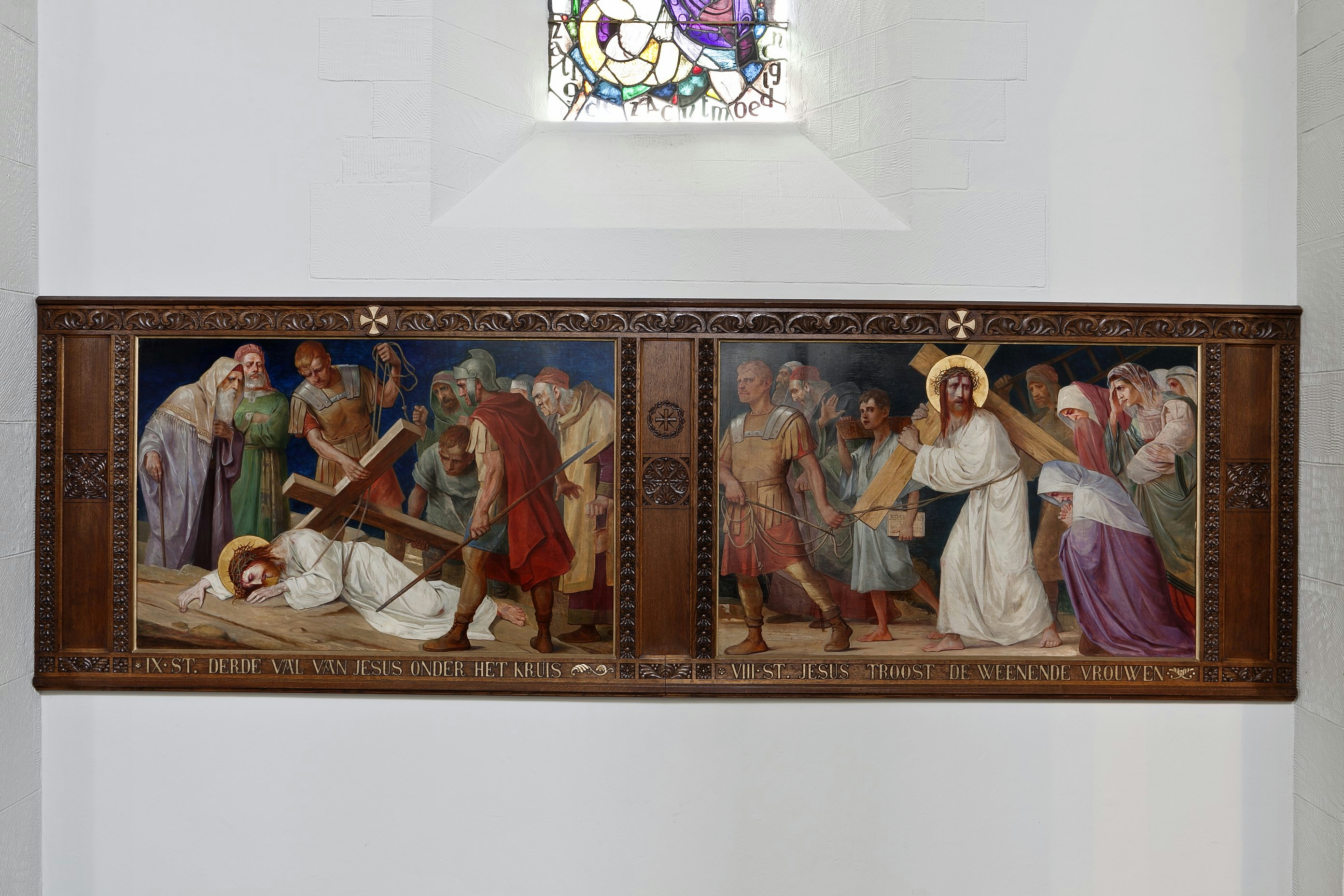
← Statie 10, 11 en 12
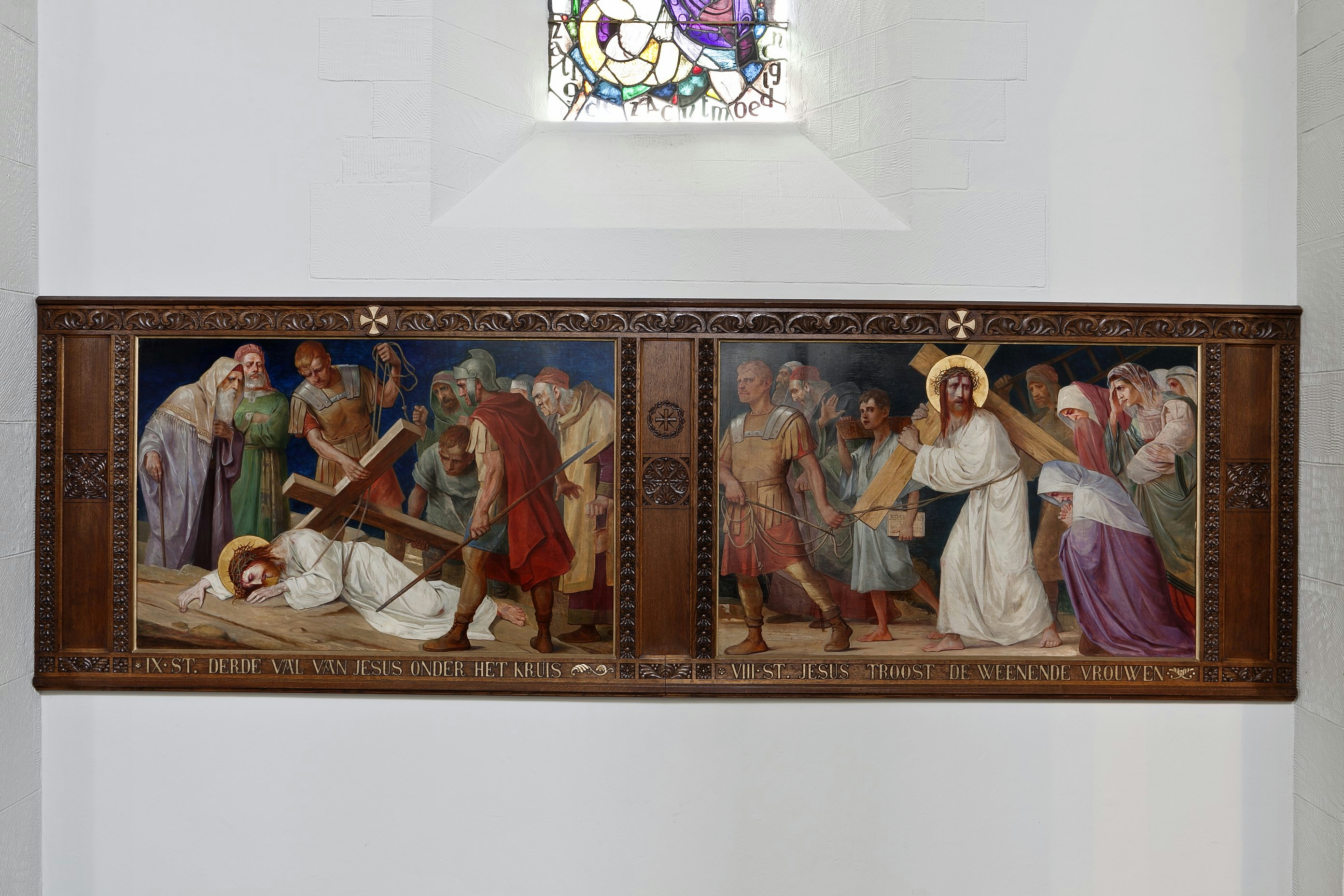
← Statie 8 en 9